# افي ران
افي ران (بالعبرية: אבי רן‏) هو لاعب كرة قدم إسرائيلي في مركز حراسة المرمى، ولد في 25 أغسطس 1963 في حيفا في إسرائيل، وتوفي في 11 يوليو 1987 في طبريا في إسرائيل. شارك مع منتخب إسرائيل لكرة القدم. أما مع النوادي، فقد لعب مع مكابي حيفا.

## وصلات خارجية
- افي ران على موقع قاعدة بيانات كرة القدم.إي يو (الإنجليزية)
- افي ران على موقع ناشيونال فوتبول تيمز (الإنجليزية)